# Central-Molkerei Hannover

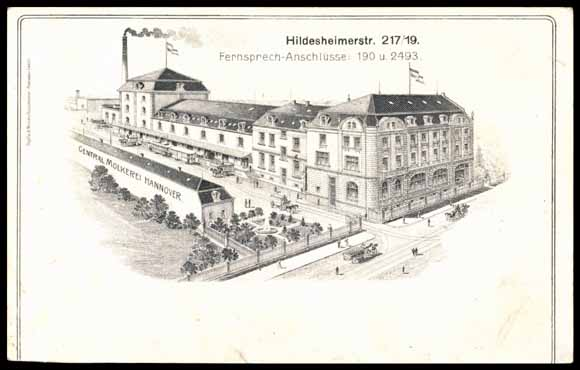
Vogelschau über die Gebäude der Zentralmolkerei an der Hildesheimer Straße 217/219; im Vordergrund neben Pferdefuhrwerken die auf das Betriebsgelände abzweigenden Gleise der hannoverschen Straßenbahn;
Ansichtskarte in geringer Auflösung, noch unidentifizierter Verlag, um 1910

Die Central-Molkerei Hannover AG, auch Zentral-Molkerei und Zentralmolkerei Hannover AG genannt, war eine Molkerei und ein Unternehmen zur Herstellung und zum Vertrieb von Milchprodukten.

## Geschichte
In der Gründerzeit des Deutschen Kaiserreichs suchten verschiedene Landwirte nach Möglichkeiten für einen sicheren, vor allem regelmäßigen Absatz der von ihren Milchkühen produzierten Milch. Sie bildeten hierzu eine Vereinigung, durch die sie 1884 oder 1885 die Central-Molkerei Hannover als Aktiengesellschaft gründen konnten. Erster Standort war ein eigenständiger Bau unter der Adresse Clevertor 1 mit dem Direktor Rudolf Haarmann, der von dem Chemiker und Unternehmer Hermann Mercklin im Jahr 1900 zur Aufnahme als Mitglied in den Verein Deutscher Chemiker vorgeschlagen wurde.
Nachdem die Forderungen an die Milchqualität durch Hygieniker, Ärzte und Milchfachleute, ähnlich wie auch die Nachfrage durch die Konsumenten, stetig gestiegen waren und eine weitere Ausdehnung des Betriebes am alten Standort nicht mehr möglich war, erfolgte eine Verlegung des Unternehmens an die Hildesheimer Straße 219. Die dort hergestellten vielfältigen Milchprodukte wurden vor allem in sämtliche Stadtteile Hannovers ausgeliefert.
Die Milch wurde von Bauern aus vielen Teilen der heutigen Region Hannover angeliefert, so beispielsweise mittels Ziegen und dann per Eisenbahn vom Bahnhof Lehrte aus, woran heute das Lehrter Ziegendenkmal erinnert. In Gehrden verfügte der Landwirt Otto Mittendorf über Vordrucke, die er ausgefüllt an seine plombierten Milchkannen klebte, um sie mit der damaligen Straßenbahn-Linie 10 der Überlandwerke und Straßenbahnen Hannover AG (ÜSTRA) an die Molkerei in der Hildesheimer Straße liefern zu lassen.
Noch zur Zeit der Weimarer Republik produzierte die Firma Werbekunst Epoche Reklame GmbH mit Sitz in Berlin im Jahr 1928 einen 4-minütigen Werbefilm unter dem Titel Central-Molkerei Hannover.
Im Jahr der Machtergreifung durch die Nationalsozialisten wurde die Molkerei 1933 umfirmiert in Milch-Absatz-Genossenschaft (MAG), auch Milchabsatzgenossenschaft genannt.
Seit 1970 bot das Unternehmen im Verbund mit zahlreichen anderen Molkereien im norddeutschen Raum, die ebenfalls auf das Konzept der Regionalität ihrer Lebensmittel setzten, die Milch und deren Milchprodukte unter dem gemeinsamen Warenzeichen hansano an.
1973 siedelte das Unternehmen nach Isernhagen in den Ortsteil der Niedernhägener Bauerschaft (NB) um. Die Isernhagener Molkerei mit Sitz in der Milchstraße firmierte als eingetragene Genossenschaft unter den Namen Hansano-Milchhof eG und fusionierte 1999 schließlich mit vier anderen norddeutschen Genossenschaften zur Nordmilch eG mit Sitz in Bremen.